# 澳大利亞—辛巴威關係
澳洲－辛巴威關係指的是澳洲與辛巴威之間的雙邊關係。兩國目前在雙方的首都互設大使館。

## 歷史

### 21世紀以前
澳洲及辛巴威分別在18世紀與19世紀時成為英國殖民地。然而，許多來自英國與愛爾蘭的白人到澳洲定居，使其成為殖民主義式的定居地；相反的，定居在辛巴威（羅德西亞）的白人並不多，大多數居民為土生的班圖人。1965年11月，南羅德西亞總理伊安·史密斯單方面宣布該國脫離英國的管轄獨立，成立南羅德西亞國，而此時的澳洲已經是穩定的議會制國家。

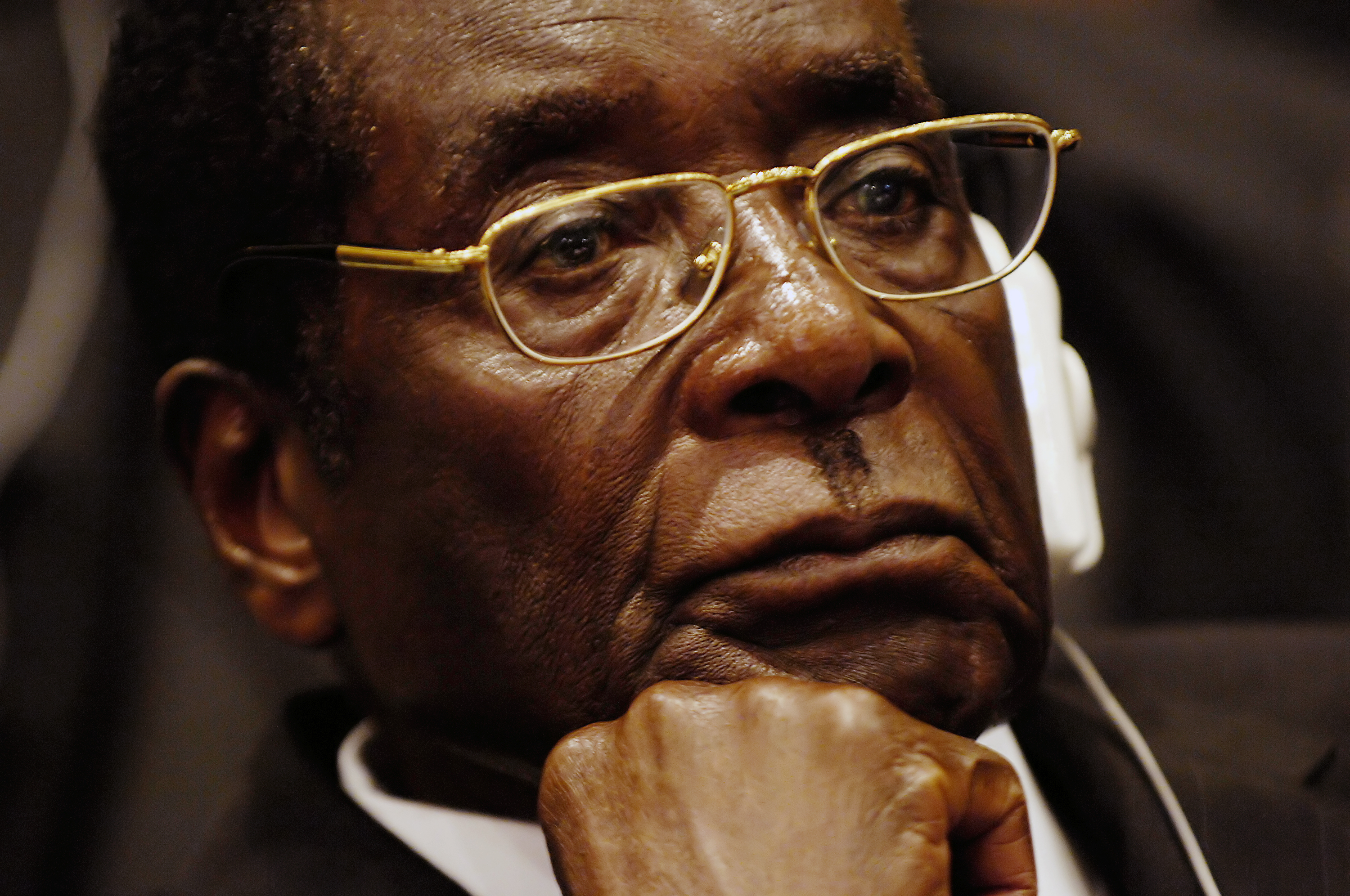
自辛巴威1980年獨立起，羅伯·穆加比持續領導這個國家

在1979年大英國協政府首腦會議期間，時任澳洲總理麥爾坎·福瑞澤說服時任英國首相柴契爾夫人承認津巴布韋－羅德西亞（Zimbabwe-Rhodesia）這個政府，並促使英國進行與簽訂《蘭開斯特宮協議》（Lancaster House Agreement），讓辛巴威的獨立性獲得充分解釋。在1980年於辛巴威首都哈拉雷舉辦的建國慶典上，福瑞澤被公認對該國的獨立做出重大貢獻。

### 21世紀
2000年起，辛巴威政府推行已久的土地改革新增了一項政策，強行沒收白人的土地、農場，使澳洲與辛巴威的關係漸漸惡化。時任澳大利亞總理約翰·霍華德（John Howard）對此發表譴責聲明，他形容辛巴威總統羅伯·穆加比是「骯髒的獨裁者」，霍華德還呼籲其他非洲國家向日益獨裁的穆加比政府施壓。兩國之間的體育交流也受到影響，霍華德政府下令禁止澳洲國家板球隊前往辛巴威交流，理由是這可能會提供穆加比政府宣傳的機會。
陸克文是霍華德的繼任者。他在2007年澳洲大選之前，曾經批評中華人民共和國政府向辛巴威政府提供「軟貸款」，而陸克文政府2008年4月時卻對辛巴威提出有條件的援助計畫，前提為2008年辛巴威大選必須是「公平的」。

## 貿易

自1988年起辛巴威商品出口到澳洲的月度值（百萬澳元）

自1988年起澳洲商品出口到辛巴威的月度值（百萬澳元）

辛巴威獨立後，兩國的雙邊貿易呈現緩慢增長。到了2007年，兩國的每年貿易總額來到12億澳元。今天，辛巴威出口至澳洲最有價值的非加工產品為菸草，而建築材料與運輸車輛亦是主要出口項目之一。澳洲出口至辛巴威的項目包括機械、玩具、遊戲、體育用品與陶器。然而，兩國都不是對方的主要貿易夥伴，對辛巴威而言，向澳洲的出口額排在34名，占全國出口總額的0.2％。

## 制裁
2002年，澳洲政府對辛巴威政府人員實施有針對性的制裁，抗議辛巴威不斷惡化的政治局勢，並在2007年擴大與加強制裁。這些制裁包括將一些辛巴威政府人員列為澳洲的不受歡迎人物、暫停一切非人道主義援助和終止國防方面的交流。陸克文政府在2008年考慮進一步制裁辛巴威，時任澳洲外交部長史蒂芬·史密斯（Stephen Smith）對此表示：「我已經說得很清楚，我們是開放的，而更多的制裁……目前我們正積極討論這個問題。」

## 辛巴威裔澳洲人
2006年澳洲人口普查中，有20,158人的出生地在辛巴威，其中有10,000人是2001年後才移居澳洲的，占了將近一半。